# Chris Norman/Diskografie
Diese Diskografie ist eine Übersicht über die musikalischen Werke des britischen Singer-Songwriters Chris Norman. Den Quellenangaben und Schallplattenauszeichnungen zufolge hat er bisher mehr als 2,3 Millionen Tonträger verkauft. Seine erfolgreichste Veröffentlichung ist die Single Stumblin’ In mit über 1,3 Millionen verkauften Einheiten.

## Alben

### Studioalben
| Jahr | Titel                    | Höchstplatzierung, Gesamtwochen/‑monate, AuszeichnungChartplatzierungen (Jahr, Titel, Platzierungen, Wochen/Monate, Auszeichnungen, Anmerkungen) | Höchstplatzierung, Gesamtwochen/‑monate, AuszeichnungChartplatzierungen (Jahr, Titel, Platzierungen, Wochen/Monate, Auszeichnungen, Anmerkungen) | Höchstplatzierung, Gesamtwochen/‑monate, AuszeichnungChartplatzierungen (Jahr, Titel, Platzierungen, Wochen/Monate, Auszeichnungen, Anmerkungen) | Höchstplatzierung, Gesamtwochen/‑monate, AuszeichnungChartplatzierungen (Jahr, Titel, Platzierungen, Wochen/Monate, Auszeichnungen, Anmerkungen) | Höchstplatzierung, Gesamtwochen/‑monate, AuszeichnungChartplatzierungen (Jahr, Titel, Platzierungen, Wochen/Monate, Auszeichnungen, Anmerkungen) | Anmerkungen                              |
| Jahr | Titel                    | DE | AT | CH | UK | US | Anmerkungen                              |
| ---- | ------------------------ | --- | --- | --- | --- | --- | ---------------------------------------- |
| 1982 | Rock Away Your Teardrops | — | — | — | — | — | Erstveröffentlichung: September 1982     |
| 1986 | Some Hearts are Diamonds | DE14 (11 Wo.)DE | AT22 (1 Mt.)AT | CH9 (5 Wo.)CH | — | — | Erstveröffentlichung: Oktober 1986       |
| 1987 | Different Shades         | — | — | — | — | — | Erstveröffentlichung: 1987               |
| 1989 | Break the Ice            | — | — | — | — | — | Erstveröffentlichung: 1989               |
| 1991 | Interchange              | — | — | — | — | — | Erstveröffentlichung: November 1991      |
| 1992 | The Growing Years        | — | — | — | — | — | Erstveröffentlichung: Dezember 1992      |
| 1994 | The Album                | — | — | — | — | — | Erstveröffentlichung: 24. Mai 1994       |
| 1995 | Reflections              | — | — | — | — | — | Erstveröffentlichung: September 1995     |
| 1997 | Into the Night           | — | — | — | — | — | Erstveröffentlichung: 2. Juni 1997       |
| 2000 | Full Circle              | DE32 (5 Wo.)DE | — | — | — | — | Erstveröffentlichung: Februar 2000       |
| 2001 | Breathe Me In            | — | — | — | — | — | Erstveröffentlichung: 15. Oktober 2001   |
| 2003 | Handmade                 | — | — | — | — | — | Erstveröffentlichung: 14. Juli 2003      |
| 2004 | Break Away               | DE27 (3 Wo.)DE | AT52 (2 Wo.)AT | CH76 (1 Wo.)CH | — | — | Erstveröffentlichung: 3. Mai 2004        |
| 2006 | Million Miles            | DE63 (1 Wo.)DE | — | — | — | — | Erstveröffentlichung: 13. Januar 2006    |
| 2007 | Close Up                 | DE94 (1 Wo.)DE | — | — | — | — | Erstveröffentlichung: 5. Oktober 2007    |
| 2011 | Time Traveller           | DE96 (2 Wo.)DE | — | — | — | — | Erstveröffentlichung: 7. Februar 2011    |
| 2013 | There and Back           | DE62 (1 Wo.)DE | — | — | — | — | Erstveröffentlichung: 13. September 2013 |
| 2015 | Crossover                | DE56 (3 Wo.)DE | — | — | — | — | Erstveröffentlichung: 18. September 2015 |
| 2017 | Don’t Knock the Rock     | DE61 (1 Wo.)DE | — | — | — | — | Erstveröffentlichung: 15. September 2017 |
| 2021 | Just a Man               | DE76 (1 Wo.)DE | — | — | — | — | Erstveröffentlichung: 10. Dezember 2021  |
| 2022 | Rediscovered Love Songs  | DE65 (1 Wo.)DE | — | — | — | — | Erstveröffentlichung: 4. November 2022   |
| 2024 | Junction 55              | DE46 (1 Wo.)DE | — | — | — | — | Erstveröffentlichung: 9. Februar 2024    |

grau schraffiert: keine Chartdaten aus diesem Jahr verfügbar

### Livealben
| Jahr | Titel                                              | Höchstplatzierung, Gesamtwochen, AuszeichnungChartplatzierungen (Jahr, Titel, Platzierungen, Wochen, Auszeichnungen, Anmerkungen) | Höchstplatzierung, Gesamtwochen, AuszeichnungChartplatzierungen (Jahr, Titel, Platzierungen, Wochen, Auszeichnungen, Anmerkungen) | Höchstplatzierung, Gesamtwochen, AuszeichnungChartplatzierungen (Jahr, Titel, Platzierungen, Wochen, Auszeichnungen, Anmerkungen) | Höchstplatzierung, Gesamtwochen, AuszeichnungChartplatzierungen (Jahr, Titel, Platzierungen, Wochen, Auszeichnungen, Anmerkungen) | Höchstplatzierung, Gesamtwochen, AuszeichnungChartplatzierungen (Jahr, Titel, Platzierungen, Wochen, Auszeichnungen, Anmerkungen) | Anmerkungen                           |
| Jahr | Titel                                              | DE | AT | CH | UK | US | Anmerkungen                           |
| ---- | -------------------------------------------------- | --- | --- | --- | --- | --- | ------------------------------------- |
| 2005 | One Acoustic Evening – Live                        | DE82 (1 Wo.)DE | — | — | — | — | Erstveröffentlichung: 25. April 2005  |
| 2018 | Don’t Knock the Rock Tour 2018 – Live Hamburg 2018 | DE61 (1 Wo.)DE | — | — | — | — | Erstveröffentlichung: 10. August 2018 |

Weitere Livealben
- 2009: The Hits! Tour

### Kompilationen
| Jahr | Titel                                    | Höchstplatzierung, Gesamtwochen, AuszeichnungChartplatzierungen (Jahr, Titel, Platzierungen, Wochen, Auszeichnungen, Anmerkungen) | Höchstplatzierung, Gesamtwochen, AuszeichnungChartplatzierungen (Jahr, Titel, Platzierungen, Wochen, Auszeichnungen, Anmerkungen) | Höchstplatzierung, Gesamtwochen, AuszeichnungChartplatzierungen (Jahr, Titel, Platzierungen, Wochen, Auszeichnungen, Anmerkungen) | Höchstplatzierung, Gesamtwochen, AuszeichnungChartplatzierungen (Jahr, Titel, Platzierungen, Wochen, Auszeichnungen, Anmerkungen) | Höchstplatzierung, Gesamtwochen, AuszeichnungChartplatzierungen (Jahr, Titel, Platzierungen, Wochen, Auszeichnungen, Anmerkungen) | Anmerkungen                            |
| Jahr | Titel                                    | DE | AT | CH | UK | US | Anmerkungen                            |
| ---- | ---------------------------------------- | --- | --- | --- | --- | --- | -------------------------------------- |
| 1988 | Hits from the Heart                      | DE13 (11 Wo.)DE | — | — | — | — | Erstveröffentlichung: 18. April 1988   |
| 2004 | The Very Best Of                         | DE47 (6 Wo.)DE | AT3 (16 Wo.)AT | — | — | — | Erstveröffentlichung: 5. April 2004    |
| 2009 | The Hits! From His Smokie and Solo Years | DE47 (2 Wo.)DE | — | — | — | — | Erstveröffentlichung: 13. Februar 2009 |

Weitere Kompilationen
- 1989: Hearts on Fire
- 1993: Golden Stars – Golden Hits
- 1993: Jealous Heart
- 1994: Screaming Love Album
- 1995: I Need Your Love
- 1995: The Best of 20 Years
- 1995: Stay with Me Tonight
- 1996: The Very Best Of
- 2001: The Collection
- 2001: Chris Norman
- 2003: Greatest Hits
- 2004: Heartbreaking Hits
- 2004: The Very Best Of - Part 2
- 2005: My Best Songs
- 2006: Coming Home
- 2018: Definitive Collection – Smokie and Solo Years
- 2021: Baby I Miss You

## Weihnachtsalben
| Jahr | Titel              | Höchstplatzierung, Gesamtwochen, AuszeichnungChartplatzierungen (Jahr, Titel, Platzierungen, Wochen, Auszeichnungen, Anmerkungen) | Höchstplatzierung, Gesamtwochen, AuszeichnungChartplatzierungen (Jahr, Titel, Platzierungen, Wochen, Auszeichnungen, Anmerkungen) | Höchstplatzierung, Gesamtwochen, AuszeichnungChartplatzierungen (Jahr, Titel, Platzierungen, Wochen, Auszeichnungen, Anmerkungen) | Höchstplatzierung, Gesamtwochen, AuszeichnungChartplatzierungen (Jahr, Titel, Platzierungen, Wochen, Auszeichnungen, Anmerkungen) | Höchstplatzierung, Gesamtwochen, AuszeichnungChartplatzierungen (Jahr, Titel, Platzierungen, Wochen, Auszeichnungen, Anmerkungen) | Anmerkungen                                                    |
| Jahr | Titel              | DE | AT | CH | UK | US | Anmerkungen                                                    |
| ---- | ------------------ | --- | --- | --- | --- | --- | -------------------------------------------------------------- |
| 1997 | Christmas Together | — | — | — | — | — | Erstveröffentlichung: 1. Dezember 1997 mit Riga Dom Boys Choir |

## Singles
| Jahr | Titel Album                                           | Höchstplatzierung, Gesamtwochen/‑monate, AuszeichnungChartplatzierungen (Jahr, Titel, Album, Platzierungen, Wochen/Monate, Auszeichnungen, Anmerkungen) | Höchstplatzierung, Gesamtwochen/‑monate, AuszeichnungChartplatzierungen (Jahr, Titel, Album, Platzierungen, Wochen/Monate, Auszeichnungen, Anmerkungen) | Höchstplatzierung, Gesamtwochen/‑monate, AuszeichnungChartplatzierungen (Jahr, Titel, Album, Platzierungen, Wochen/Monate, Auszeichnungen, Anmerkungen) | Höchstplatzierung, Gesamtwochen/‑monate, AuszeichnungChartplatzierungen (Jahr, Titel, Album, Platzierungen, Wochen/Monate, Auszeichnungen, Anmerkungen) | Höchstplatzierung, Gesamtwochen/‑monate, AuszeichnungChartplatzierungen (Jahr, Titel, Album, Platzierungen, Wochen/Monate, Auszeichnungen, Anmerkungen) | Anmerkungen                                                |
| Jahr | Titel Album                                           | DE | AT | CH | UK | US | Anmerkungen                                                |
| ---- | ----------------------------------------------------- | --- | --- | --- | --- | --- | ---------------------------------------------------------- |
| 1978 | Stumblin’ In If You Knew Suzi…                        | DE2 Gold · (20 Wo.)DE | AT6 (4 Mt.)AT | CH7 (10 Wo.)CH | UK41 (8 Wo.)UK | US4 Gold · (22 Wo.)US | Erstveröffentlichung: 3. November 1978 mit Suzi Quatro     |
| 1986 | Midnight Lady Some Hearts are Diamonds                | DE1 Gold · (18 Wo.)DE | AT1 Gold · (4 Mt.)AT | CH1 (14 Wo.)CH | — | — | Erstveröffentlichung: 14. April 1986 Verkäufe: + 1.000.000 |
| 1986 | Some Hearts are Diamonds                              | DE14 (11 Wo.)DE | AT7 (4 Wo.)AT | CH12 (5 Wo.)CH | — | — | Erstveröffentlichung: 1986                                 |
| 1986 | No Arms Can Ever Hold You Some Hearts are Diamonds    | DE52 (6 Wo.)DE | — | — | — | — | Erstveröffentlichung: 1986                                 |
| 1987 | Sarah (You Take My Breath Away) Different Shades      | DE46 (6 Wo.)DE | — | — | — | — | Erstveröffentlichung: 1987                                 |
| 1988 | I Want to Be Needed Hits from the Heart               | DE63 (3 Wo.)DE | — | — | — | — | Erstveröffentlichung: 1988 mit Shari Belafonte             |
| 1988 | Broken Heroes Hits from the Heart                     | DE3 (12 Wo.)DE | AT7 (6 Mt.)AT | — | — | — | Erstveröffentlichung: 1988                                 |
| 1991 | If You Need My Love Tonight Interchange               | DE84 (3 Wo.)DE | — | — | — | — | Erstveröffentlichung: 1991                                 |
| 2002 | Ich mach’ meine Augen zu (Everytime) The Very Best Of | DE59 (9 Wo.)DE | AT8 (23 Wo.)AT | — | — | — | Erstveröffentlichung: 2002 mit Nino de Angelo              |
| 2004 | Amazing Break Away                                    | DE9 (8 Wo.)DE | AT15 (8 Wo.)AT | CH48 (4 Wo.)CH | — | — | Erstveröffentlichung: 19. April 2004                       |
| 2004 | For You The Very Best Of                              | DE52 (4 Wo.)DE | AT59 (3 Wo.)AT | — | — | — | Erstveröffentlichung: 7. Juni 2004                         |

Weitere Singles
| - 1982: Hey Baby - 1983: Love Is a Battlefield - 1984: My Girl and Me - 1988: Ordinary Heart - 1988: Wings of Love - 1989: Back Again - 1989: Keep the Candle Burning - 1990: The Night Has Turn Cold - 1992: I Need Your Love (mit Suzi Quatro) - 1992: Goodbye Lady Blue - 1993: Come Together - 1993: Jealous Heart - 1993: The Growing Years - 1994: As Good as it Gets - 1994: Red Hot Screaming Love - 1994: I Need Your Love - 1994: Wild Wild Angel - 1995: Obsession - 1995: Reflections of My Life | - 1996: Under Your Spell - 1996: Fearless Heart - 1997: Baby I Miss You - 1997: Into the Night - 1997: Christmas Together - 1999: Oh Carol - 2000: Mexican Girl - 2003: Keep Talking - 2004: Only You - 2004: Too Much (And Not Enough) - 2009: Endless Night - 2013: Gypsy Queen - 2014: Another Night in Nashville (mit C. C. Catch) - 2015: Waiting - 2015: That’s Christmas - 2017: Sun Is Rising - 2017: Crawling Up the Wall - 2017: You Are the Light - 2021: Baby I Miss You (New Version) |

## Videoalben
- 2005: An Accoustic Evening / Live in Vienna
- 2012: Time Traveller Tour (Live in Concert Germany 2011)

## Boxsets
- 2008: The Complete Story of Chris Norman

## Statistik

### Chartauswertung
|                     | DE     | AT    | CH    | UK    | US    |
| ------------------- | ------ | ----- | ----- | ----- | ----- |
| Nummer-eins-Alben   | DE—DE  | AT—AT | CH—CH | UK—UK | US—US |
| Top-10-Alben        | DE—DE  | AT1AT | CH1CH | UK—UK | US—US |
| Alben in den Charts | DE17DE | AT3AT | CH2CH | UK—UK | US—US |

|                       | DE     | AT    | CH    | UK    | US    |
| --------------------- | ------ | ----- | ----- | ----- | ----- |
| Nummer-eins-Singles   | DE1DE  | AT1AT | CH1CH | UK—UK | US—US |
| Top-10-Singles        | DE4DE  | AT5AT | CH2CH | UK—UK | US1US |
| Singles in den Charts | DE11DE | AT7AT | CH4CH | UK1UK | US1US |

### Auszeichnungen für Musikverkäufe
| 2× Platin-Schallplatte - Neuseeland - 2023: für die Single Stumblin’ In |

Anmerkung: Auszeichnungen in Ländern aus den Charttabellen bzw. Chartboxen sind in ebendiesen zu finden.
| Land/RegionAuszeichnungen für Musikverkäufe (Land/Region, Auszeichnungen, Verkäufe, Quellen) | Gold     | Platin     | Verkäufe  | Quellen           |
| -------------------------------------------------------------------------------------------- | -------- | ---------- | --------- | ----------------- |
| Deutschland (BVMI)                                                                           | 2× Gold2 | —          | 500.000   | musikindustrie.de |
| Neuseeland (RMNZ)                                                                            | —        | 2× Platin2 | 60.000    | radioscope.co.nz  |
| Österreich (IFPI)                                                                            | Gold1    | —          | 25.000    | Einzelnachweise   |
| Vereinigte Staaten (RIAA)                                                                    | Gold1    | —          | 1.000.000 | riaa.com          |
| Insgesamt                                                                                    | 4× Gold4 | 2× Platin2 |           |                   |